# Carlstad
Carlstad (latin: Castra Suecorum) er navnet på den by, der opstod ved Brønshøj og Bellahøj ca. seks km nord for København i forbindelse med Københavns belejring (1658-60).
Byen blev bygget af den svenske kong Carl X Gustavs landsknægte i efteråret 1658, og det skønnes, at indbyggertallet i byen kom op på omkring 30.000, hvilket var ligeså mange som inden for Københavns volde. Stedet blev valgt, da der var en storartet udsigt over byen og dens tårne. Lejren omfattede området fra Brønshøj Kirke i nordvest til Bellahøj Kirke og Bellahøjhusene i nord- og sydøst.
Vejnavne i området minder om tiden: Svenskelejren og Skansebjerg, ved Bellahøj skole og kirke.
Den eneste bygning fra den tid, der endnu står, er Brønshøj Kirke, der menes at have været brugt som våbendepot.

### Fodnoter
1. ↑  Carlstad – Københavns naboby, side 26

55°42′13″N 12°30′15″Ø / 55.70361°N 12.50417°Ø